# Imprenta Crnojević
La imprenta de Crnojević (en serbio: Штампарија Црнојевића) o imprenta de Cetiña (Цетињска штампарија) fue la primera imprenta en el sudeste de Europa. La instalación funcionó entre 1493 y 1496 en Cetiña, Principado de Zeta (actual Montenegro).
Fue fundada por Đurađ Crnojević, el gobernante de Zeta entre 1490 y 1496. La imprenta fue operada por monjes ortodoxos serbios bajo la supervisión del hieromonk Makarije . La imprenta de Crnojević fue también la primera prensa estatal del mundo. En esta imprenta se imprimieron cinco libros litúrgicos ortodoxos: Oktoih Prvoglasnik, Oktoih Petoglasnik, Psaltir, Trebnik (Molitvenik) y Cvetni Triod.
- Los octoechos del primer tono (Oktoih provglasnik) es el primer libro impreso en alfabeto cirílico entre los eslavos del sur. Se terminó el 4 de enero de 1494. Existen 108 copias de este libro. Contiene 270 hojas del tamaño de 29 x 21,6 cm. Se caracteriza por la alta calidad y la impresión limpia en dos colores, roja y negra, con letras de forma agradable. Está decorado con tocados e iniciales impresas en xilografías en el espíritu del Renacimiento con restos de antiguas tradiciones manuscritas.
- Los octoechos del quinto tono (Oktoih petoglasnik) representa el primer incunable eslavo ilustrado del sur. Se conserva en fragmentos, siendo el mayor de 37 hojas. Tiene seis ilustraciones de xilografía, realizadas por un artista que logró colocar composiciones bastante complejas con muchos personajes en un espacio relativamente pequeño.
- El salterio con adiciones (Psaltir s posledovanjem) se imprimió en 1495. No es solo de importancia litúrgica y convencional sino también histórica y literaria. Está decorado con tres tocados y 27 iniciales repetidas por 221 veces. Hay 36 copias completas y parciales conservadas. La Biblioteca Nacional de Montenegro "Djurdje Crnojevic" publicó 650 facsímiles del salterio en 1986.

## Legado

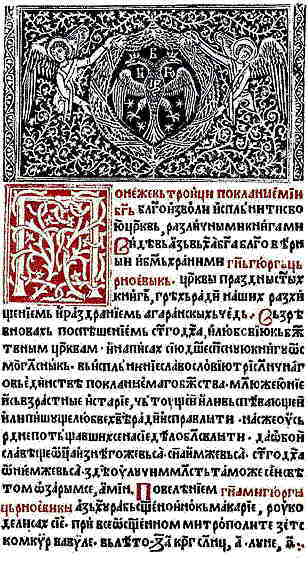
Una página del Oktoíjos (1494)

En su carta de 1514 al Senado de Ragusa, el noble Luka Primojević enfatizó que tenía la intención de imprimir libros usando las mismas letras usadas por los sacerdotes serbios en sus iglesias, las mismas letras usadas en la imprenta de Crnojević cuyos libros fueron muy respetados y elogiados. Aunque su intención de establecer una imprenta en Dubrovnik e imprimir libros cirílicos falló, sus declaraciones escritas dejaron un testimonio significativo sobre la gran reputación de los libros impresos en la imprenta de Crnojević.